# Helga Otto
Helga Otto (* 28. November 1938 in Leipzig) ist eine deutsche Politikerin (SPD).

## Leben
Helga Otto wuchs in Bad Dürrenberg, Nerchau und Auschwitz auf. Im Zuge der Aktion Ossawakim – ihr Vater war eine der betroffenen Fachkräfte – wurde sie zusammen mit ihrer Familie im Jahr 1946 in die Sowjetunion (Dserschinsk) deportiert. Dort lebte sie bis 1951. Später studierte sie in Leipzig Medizin. Anschließend absolvierte sie eine Ausbildung zur Fachärztin für Allgemeinmedizin in Roßwein, Leisnig, Waldheim und Burgstädt. Gemeinsam mit ihrem Mann übernahm sie im Jahr 1964 die Staatliche Arztpraxis in Claußnitz, wo sie bis 2003 als Haus- und Jugendärztin tätig war. Im Jahr 1990 wurde sie stellvertretende Bürgermeisterin von Claußnitz. Im Jahr 1991 trat sie der SPD bei und wurde in den Deutschen Bundestag gewählt, wo sie noch bis 1994 als Abgeordnete saß. Sie war Mitglied und stellvertretende Sprecherin im Ausschuss für Forschung und Technologie und Technikfolgenabschätzung (FTTA) sowie stellvertretendes Mitglied des Gesundheitsausschusses. Nach der Neugründung der Arbeiterwohlfahrt wurde sie im Jahr 1991 Bezirksvorsitzende des Bezirksverbandes Chemnitz.
Seit dem Jahr 2003 ist Helga Otto im Ruhestand. Sie engagiert sich weiterhin in der Politik und im Umweltschutz. Helga Otto ist verheiratet. Aus der Ehe gingen drei Kinder hervor.

## Weblink
- Helga Otto im Archiv der sozialen Demokratie